# Igor Sijsling
Igor Sijsling (Ámsterdam, Países Bajos; 18 de agosto de 1987) es un tenista profesional holandés.

## Carrera
Comenzó a jugar al tenis a los 5 años. Habla holandés, inglés y alemán. Su padre, Han, es abogado. Su madre, Jelena, quien lo insertó en el mundo del tenis es inversionista. Sus superficies favoritas son el césped y la arcilla. Su golpe favorito es la volea. Le gusta jugar al baloncesto y mirar películas. Sus ídolos fueron Michael Jordan y Dennis Bergkamp.
Su ranking individual más alto logrado en el ranking mundial ATP, fue el n.º 52 el 17 de febrero de 2014. Mientras que en dobles alcanzó el puesto n.º 37 el 6 de enero de 2014.
Hasta el momento ha obtenido 10 títulos de la categoría ATP Challenger Series, de los cuales 9 fueron en modalidad individuales. El año 2013 fue el más exitoso obteniendo 4 títulos en individuales y el único en dobles.

### Copa Davis
Su primera aparición en la Copa Davis fue en 2007, frente al Reino Unido en donde cayó ante Tim Henman por 2-6 y 3-6. Así, finalizó la serie con un marcador de 1-4.
Desde el año 2007 es participante del Equipo de Copa Davis de Holanda. Tiene en esta competición un récord total de partidos ganados/perdidos de 3/5 (2/2 en individuales y 1/3 en dobles).

## Títulos; 10 (6 + 4)
| Leyenda                        | Individuales | Dobles |
| ------------------------------ | ------------ | ------ |
| Grand Slam (tenis)\|Grand Slam | 0            | 0      |
| ATP World Tour Finals          | 0            | 0      |
| ATP World Tour Masters 1000    | 0            | 0      |
| ATP World Tour 500 Series      | 0            | 0      |
| ATP World Tour 250 Series      | 0            | 1      |
| ATP Challenger Series          | 6            | 3      |

### Individuales

#### Títulos
| No. | Fecha      | Torneo                   | Superficie  | Oponente en la final | Marcador       |
| 1.  | 06.08.2006 | Challenger de Saransk    | Tierra      | Farrukh Dustov       | 7-68, 6-4      |
| 2.  | 07.11.2010 | Challenger de Eckental   | Carpeta (i) | Ruben Bemelmans      | 3-6, 6-2, 6-3  |
| 3.  | 11.09.2011 | Challenger de Alphen     | Tierra      | Jan-Lennard Struff   | 7-62, 6-3      |
| 4.  | 12.02.2012 | Challenger de Quimper    | Dura (i)    | Malek Jaziri         | 6-3, 6-4       |
| 5.  | 26.02.2012 | Challenger de Wolfsburgo | Carpeta (i) | Jerzy Janowicz       | 4-6, 6-3, 7-69 |
| 6.  | 05.08.2012 | Challenger de Vancouver  | Dura        | Serguéi Bubka        | 6-1, 7-5       |

### Dobles

#### Títulos

##### ATP World Tour
| N.º | Fecha      | Torneo            | Superficie | Compañero              | Oponentes en la final         | Resultado |
| --- | ---------- | ----------------- | ---------- | ---------------------- | ----------------------------- | --------- |
| 1.  | 28.07.2013 | Torneo de Atlanta | Dura       | Édouard Roger-Vasselin | Colin Fleming Jonathan Marray | 7-66, 6-3 |

##### ATP Challenger Tour
| N.º | Fecha      | Torneo                   | Superficie  | Compañero         | Oponentes en la final         | Resultado         |
| --- | ---------- | ------------------------ | ----------- | ----------------- | ----------------------------- | ----------------- |
| 1.  | 05.11.2006 | Challenger de Louisville | Dura (i)    | Robin Haase       | Amer Delić Robert Kendrick    | walkover          |
| 2.  | 14.11.2010 | Challenger de Aachen     | Carpeta (i) | Ruben Bemelmans   | Jamie Delgado Jonathan Marray | 6-4, 3-6, [11-9]  |
| 3.  | 06.10.2013 | Challenger de Mons       | Dura (i)    | Jesse Huta Galung | Eric Butorac Raven Klaasen    | 4-6, 7-62, [10-7] |

#### Finalista ATP
| N.º | Fecha      | Torneo               | Superficie | Compañero              | Oponentes en la final          | Resultado  |
| --- | ---------- | -------------------- | ---------- | ---------------------- | ------------------------------ | ---------- |
| 1.  | 20.07.2008 | Torneo de Amersfoort | Tierra     | Jesse Huta Galung      | František Čermák Rogier Wassen | 5-7, 5-7   |
| 2.  | 26.01.2013 | Australia Open       | Dura       | Robin Haase            | Mike Bryan Bob Bryan           | 3-6, 4-6   |
| 3.  | 21.07.2013 | Torneo de Bogotá     | Dura       | Édouard Roger-Vasselin | Purav Raja Divij Sharan        | 6-74, 6-73 |